# 李載沅
李在元（韓語: 이재원、羅馬拼音: Lee Jae-won，又譯李載沅，1980年4月5日—）是一位韓國演員和歌手。他是韓國男子團體H.O.T.和JTL中最年輕的成員。

## 學歷
- 京畿大學大眾傳播系學士

## 職業生涯

### 個人活動
2005年，李在元發行第一張個人專輯《Vol. 1 - No Pain, No Gain》。2007年，發行第二張個人專輯《Lee Jae Won Vol. 1.5》。2008年，他被指控強姦並被捕。三小時後，指控被撤銷，但由於此事，導致他無法發行下一張專輯。2012年，以中文發行新專輯，得到中國歌迷的積極響應。

### 兵役
2009年，李在元進入軍隊服義務役，在首爾龍山區的大韓民國國防部任職22個月，於2011年3月7日退伍，當天H.O.T成員文熙俊、安七炫、張佑赫、安勝浩相約齊聚，到場祝賀。

## 個人生活
2014年4月，李在元被診斷罹患甲狀腺癌，由於在癌症初期便已察覺，經手術治療已經痊癒。

## 作品

### 電視
- 2014: 我人生的春天（文化廣播公司）

## 唱片

### H.O.T.
- 第1輯：《反對一切暴力》
- 第2輯：《狼與羊》
- 第3輯：《復甦》
- 第4輯：《孩子！》
- 第5輯：《大愛》

### 個人活動
| - 《Vol. 1 - No Pain, No Gain》 - 發行日期：2005年4月4日 1. No Pain, No Gain 2. My Heart's Girl 3. Say One 4. Just a Memory 5. Turn Around 6. 돌아온 D.J 7. 내 이름을 불러줘 (Say My Name) 8. One Mic Soldier 9. 불면증 (Insomnia) 10. Hard To Believe 11. Solitude Love | - 《Lee Jae Won Vol. 1.5》 - 發行日期：2007年5月9日 CD 1 1. I'm So Hot 2. World Is Yours 3. 그런 남자 CD 2 1. Say One 2. My Heart's Girl 3. Bow Wow 4. Just A Memory 5. Hard To Believe 6. Turn Around 7. You Got Gun 8. No Pain, No Gain 9. Solitude Love 10. Jae Won's Story 11. A Better Day 12. 내 이름을 불러줘 |

- 《It's The Time》
  - 發行日期：2012年2月9日

CD 1
1. 不後悔
2. It's The Time
3. Fallin
4. 畫話花
5. Why(《不後悔》韓文版)
6. It's The Time(韓文版)
7. I'm So Hot

## 外部連結
- Beginning of My Inferiority Complex